# آيت مزيغ
آيت مزيغ هي قرية مغربية شمال المملكة. تنتمي آيت مزيغ لإقليم أزيلال الساحلي. تضم هذه القرية 3.185 نسمة (إحصاء 2004).